# Degrowth

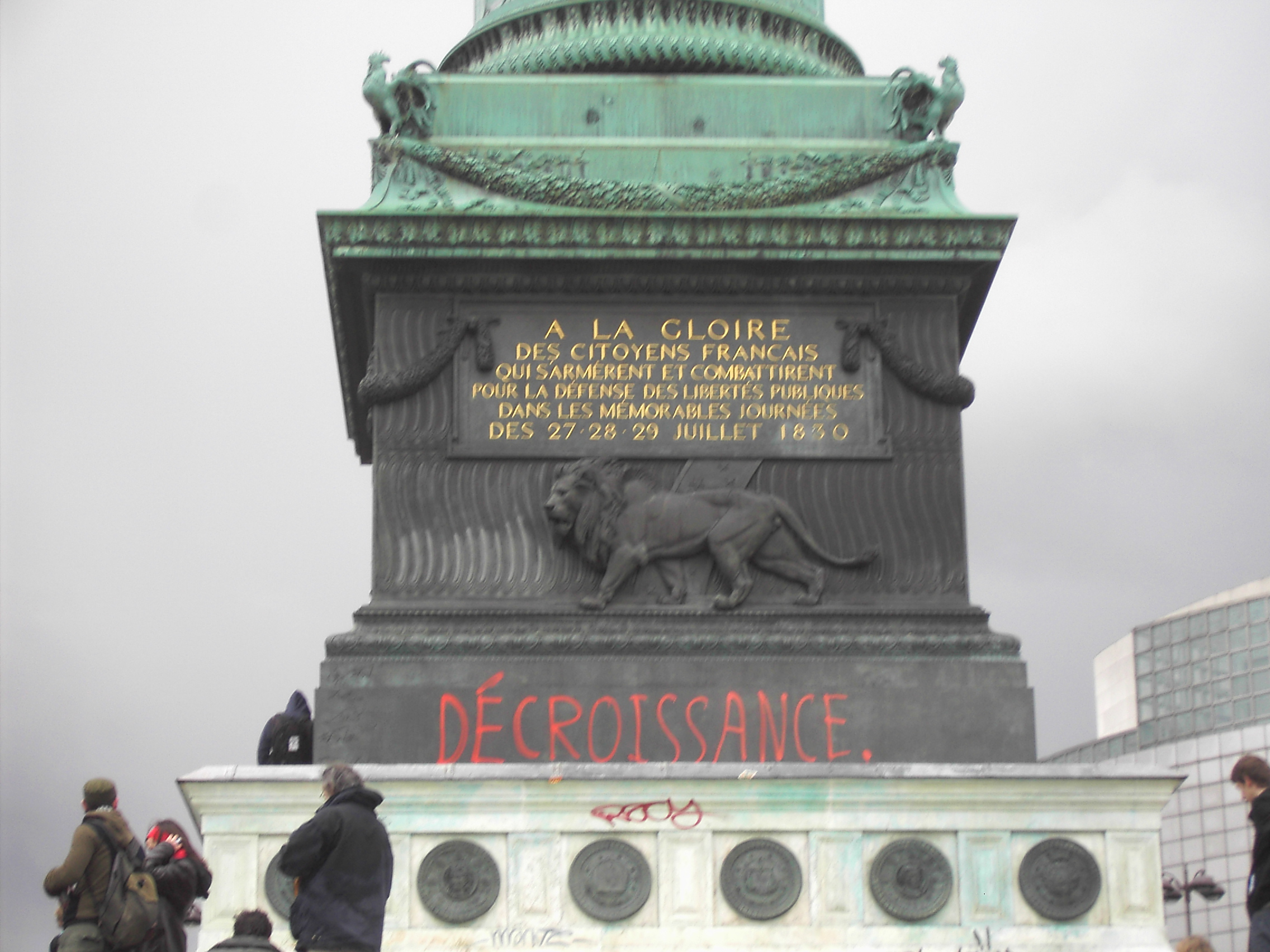
Pro-degrowthgraffiti op de Colonne de Juillet in het Place de la Bastille te Parijs tijdens een protest tegen het First Employment Contract, 28 maart 2006

Degrowth (Nederlands: ontgroei, Frans: décroissance, Italiaans: decrescita) is een politieke en milieubeweging met anti-consumentistische en anti-kapitalistische ideeën. Verder is het een term die wordt gebruikt voor een economische en sociale beweging, alsook voor de kritiek op het paradigma van economische groei.
Degrowth, letterlijk te vertalen als ontgroei, wordt beschouwd als een essentiële economische strategie als antwoord op de 'grenzen-aan-de-groei'-discussie, die al bestaat sinds de jaren zeventig en tachtig. Voorvechters van degrowth benadrukken dat de huidige consumptiemaatschappij niet meer voort kan bestaan. De huidige klimaatverandering en biodiversiteitscrisis laat zien dat de mens tegen haar natuurlijke grenzen aanloopt. Degrowth benadrukt de noodzaak om wereldwijde consumptie en productie te verminderen. Het pleit voor nieuwe indicatoren, die meer nadruk leggen op sociaal, duurzaam en (ecologisch) welzijnsaspect. De idee van oneindige economische toename staat in contrast met de planetaire grenzen. Op dat laatste moet, volgens aanhangers van degrowth, meer maatschappelijke aandacht gevestigd worden. Verder zouden producten zo veel mogelijk lokaal moeten worden geproduceerd en geconsumeerd. De nadruk wordt verlegd op welzijn in plaats van welvaart.
Volgens milieueconoom Jeroen C.J.M. van den Bergh is degrowth een vaag concept dat geen doeltreffende strategie biedt om milieuschade terug te dringen, reboundeffecten negeert en weinig maatschappelijk of politiek draagvlak heeft, terwijl prijsprikkels via belastingen of emissiehandel veel effectiever zijn. Hij pleit voor agrowth, een milieubeleid met een agnostische houding ten opzichte van economische groei, gericht op het verminderen van milieuschade via effectieve instrumenten – ongeacht of de economie groeit, stagneert of krimpt.

## Soorten degrowth
Er zijn verschillende soorten van degrowth, namelijk degrowth in:
- bruto nationaal product (bnp)
- consumptie
- materiaal
- werktijd

## Oorsprong
De beweging ontstond uit twijfel over de consequenties van de continu toenemende productiviteit en consumptie in de geïndustrialiseerde samenleving (of het nu een kapitalistische of socialistische betreft) vanwege:
- De teruglopende beschikbaarheid van energiebronnen (zie Hubbertpiek)
- De teruglopende kwaliteit van het milieu (zie Opwarming van de Aarde en vervuiling)
- De teruglopende biodiversiteit
- De continue groei in gebruik van grondstoffen van de eerste wereld om te voorzien in haar behoeften ten koste van de derde wereld (zie Neokolonialisme)

## Geschiedenis
Het debat over "grenzen aan de groei" is niet nieuw. De Engelse econoom Thomas Malthus voorspelde aan het eind van de achttiende eeuw, bij het begin van de industrialisering, dat de landbouwproductie de snel groeiende bevolking niet bij kon houden. De gemiddelde productie per hectare zou dalen doordat voedsel nu ook op minder vruchtbare bodem werd geproduceerd met hogere voedselprijzen en honger tot gevolg. Malthus' oplossing was het voeren van bevolkingspolitiek om te voorkomen dat er te veel mensen op de wereld zouden komen. De fout die hij maakte was dat hij de status quo doortrok naar de toekomst. Hij had buiten technologische vernieuwing gerekend. Door de baanbrekende uitvindingen van kunstmest door Justus von Liebig en de systematische plantenveredeling door Gregor Mendel ontstond er een landbouwrevolutie met een vermenigvuldiging van de voedselopbrengsten.
Vervolgens hebben meerdere schrijvers zich met dit probleem beziggehouden, maar in 1972 kwam de discussie in een stroomversnelling. In dat jaar presenteerde de Club van Rome haar rapport De grenzen aan de groei. Hierin stellen zij dat oneindige groei van productie en consumptie binnen een begrensd systeem niet mogelijk is. Als consumptie op de deze manier door blijft gaan, zullen grondstoffen en voedsel opraken, met de ineenstorting van het huidige systeem tot gevolg. In het spoor van de Club van Rome volgde er een groot aantal publicaties met datzelfde thema. De belangrijkste zijn die van Ivan Illich, Tools for Conviviality uit 1973. Hierin formuleert hij de wet van de twee drempels. Voorbij de eerste drempel zijn ontwikkelingen positief en zorgt groei voor meer welzijn. Voorbij de tweede drempel slaat de ontwikkeling om en wordt meer groei antiproductief.
Uit 1973 stamt ook het boek Steady-State Economics van Herman Daly. Daly wil af van kwantitatieve groei, en bepleit een economie die zich wel nog ontwikkelt in kwalitatieve zin, maar in omvang niet meer groeit. Een andere belangrijke denker is de wiskundige Nicholas Georgescu-Roegen. Hij paste de tweede wet van thermodynamica toe op economie en bewees daarmee dat exponentiële groei op een begrensde planeet uitgesloten is.
Daarna verliezen de degrowthdenkers aan momentum. Pas aan het begin van de nieuwe eeuw komen er weer nieuwe publicaties, geïnspireerd door de economische crisis en de klimaatcrisis. Belangrijke publicaties zijn Farewell to Growth uit 2009 van Serge Latouche, Prosperity Without Growth van Tim Jackson uit 2009, Abschied von Wachstumzwang van Reinhard Loske uit 2010, politicus voor de Groenen in Duitsland en The End of Growth: Adapting to Our New Economic Reality uit 2011 van Richard Heinberg.

### Latouche
Latouche is emeritus hoogleraar in de economie aan de Universiteit Parijs-Zuid. In zijn boek Farewell to Growth (2009) presenteert hij acht basisprincipes van degrowth namelijk re-evaluate, relocalize, reduce, reconceptualize, restructure, redistribute, re-use en recycle. Bij re-evaluate gaat het om herwaardering van waarden als altruïsme, vakmanschap en burgerschap, en niet alleen de hoeveelheid geld die je op de bankrekening hebt staan. Tweede punt is relocalize, productie moet weer lokaal worden en ook lokaal worden gefinancierd. Derde punt is reduce: consumptie moet gereduceerd worden, de werktijd verkort zodat werk gelijkmatig verdeeld kan worden over de bevolking, het massatoerisme moet beperkt worden, vervuiling moet voorkomen worden en bij alles moet gebruikgemaakt worden van het voorzorgprincipe. Met het vierde begrip: reconceptualize, bedoelt Latouche dat begrippen als rijk en arm geherdefinieerd dienen te worden. Bij redistribute gaat het om een herverdeling van inkomsten en rijkdommen, niet alleen binnen een samenleving in een land maar ook tussen werelddelen. De laatste twee basisprincipes zijn re-use en recycle. Materialen moeten zo veel mogelijk worden hergebruikt in de oorspronkelijke staat. Als dat niet mogelijk is moeten alle materialen die niet composteerbaar zijn hergebruikt worden.

### Jackson
Tim Jackson is hoogleraar in Sustainable Development aan de Universiteit van Surrey en economisch commissaris van de commissie voor duurzame ontwikkeling van de Engelse regering. In zijn boek Prosperity without Growth weet hij de verschillende stromingen die er zijn binnen de 'degrowthgemeenschap' te bundelen en samen te vatten tot een coherent verhaal. De voorstellen in zijn boek deelt hij op in drie categorieën: het vaststellen van grenzen, het aanpassen van het economische model en het veranderen van de sociale logica. Bij het vaststellen van de grenzen gaat het om het instellen van een grondstof- en emissieplafonds en maken van afdwingbare reductiedoelstellingen. Door het fiscale stelsel te vergroenen wordt vervuilen duurder en duurzame productie en consumptie goedkoper. Als hij spreekt over aanpassingen in het economisch model betekent dit de ontwikkeling van een ecologische macro-economie, investeren in werkgelegenheid, activa en infrastructuur, het bevorderen van financiële en fiscale voorzichtigheid en het herzien van de nationale rekeningen. Zo steunt Jackson Joseph Stiglitz en Amartya Sen in hun kritiek op het bruto binnenlands product als maatstaf voor welvaart. Het veranderen van de sociale logica heeft betrekking op werktijdverkorting, aanpak van systeemgebonden ongelijkheid, het meten van mogelijkheden en ontplooiing, versterking van het sociaal kapitaal en het ontmantelen van de cultuur van consumentisme.

## Kritiek
Volgens een veel geciteerd wetenschappelijk artikel van Nederlands milieu-econoom Jeroen C.J.M. van den Bergh wordt degrowth vaak gezien als een dubbelzinnig concept vanwege de vele verschillende interpretaties. Dit kan leiden tot verwarring in plaats van een helder en constructief debat over milieubeleid. Veel interpretaties van degrowth bieden geen effectieve strategieën om de impact op het milieu te verminderen of de overgang naar een duurzame economie te bewerkstelligen. Bovendien is het onwaarschijnlijk dat degrowth aanzienlijke sociale of politieke steun zal verwerven, waardoor het een ineffectieve strategie is om ecologische duurzaamheid te bereiken.
In zijn wetenschappelijke artikel concludeert Jeroen CJM van den Bergh dat een degrowth-strategie, die zich richt op het verkleinen van de totale omvang van de economie of consumptie, vaak voorbijgaat aan het belang van veranderingen in de samenstelling van de productie en technologische innovatie.
Van den Bergh benadrukt ook dat een focus op het uitsluitend verminderen van de consumptie (of consumptiekrimp) kan leiden tot reboundeffecten. Als men bijvoorbeeld de consumptie van bepaalde goederen en diensten vermindert, kan dat leiden tot een toename van de uitgaven aan andere zaken, omdat het besteedbare inkomen gelijk blijft. Het kan ook leiden tot extra sparen, waardoor anderen weer extra geld kunnen lenen en uitgeven.
Van den Bergh benadrukt het belang van (mondiaal) milieubeleid, zoals het beprijzen van externaliteiten via belastingen of emissiehandel, dat gedragsveranderingen stimuleert die de impact op het milieu verminderen. Dit verschaft namelijk essentiële informatie aan consumenten en helpt bij het beheersen van rebound-effecten. Effectieve milieuregulering door middel van prijszetting is cruciaal voor de overgang van vervuilende naar schonere consumptiepatronen.
Van den Bergh pleit voor een agnostische houding ten opzichte van economische groei, genaamd agrowth. Volgens hem moet milieubeleid niet gericht zijn op het nastreven of vermijden van groei in de hoop milieuschade te verminderen, maar op de directe inzet van effectieve instrumenten zoals het beprijzen van externaliteiten (bijvoorbeeld via koolstofbelastingen of emissierechten). Of de economie daardoor groeit, stagneert of krimpt, is van ondergeschikt belang.
Uit een meta-analyse uit 2024 van studies over degrowth uit de voorgaande 10 jaar bleek dat de meeste van slechte kwaliteit waren: bijna 90% bestond uit meningen in plaats van analyses, slechts enkele maakten gebruik van kwantitatieve of kwalitatieve gegevens en nog minder maakten gebruik van formele modellen; in het laatste geval werd gebruikgemaakt van kleine steekproeven of lag de nadruk op niet-representatieve gevallen. Ook boden de meeste studies subjectief beleidsadvies, maar ontbrak het aan beleidsevaluatie en integratie met inzichten uit de literatuur over milieu- en klimaatbeleid.

## Opinies over degrowth onder het algemene publiek en experts
In een representatieve enquête onder Spaanse burgers vonden Drews en van den Bergh (2016) dat twee derde van de burgers economische groei en milieuduurzaamheid als verenigbaar beschouwde (groene groei), terwijl ongeveer een derde er de voorkeur aan gaf economische groei als beleidsdoel te negeren (agrowth) of deze geheel te stoppen (degrowth).
Drews en Van den Bergh onderzochten ook de opvattingen van wetenschappers over economische groei versus het milieu. De respondenten waren academici die publiceerden over de relatie tussen economische groei en milieuduurzaamheid, afkomstig uit een interdisciplinaire groep economen, milieu-sociaalwetenschappers en milieunatuurwetenschappers, geselecteerd op basis van hun publicaties in toonaangevende peer-reviewed tijdschriften. Minder dan 1% was voorstander van het nastreven van economische groei ongeacht de milieugevolgen (“groei tot elke prijs”), 42% steunde de opvatting dat groei verenigbaar kan worden gemaakt met milieuduurzaamheid (“groene groei”), 31% gaf de voorkeur aan het negeren van economische groei als beleidsdoel (“agrowth”) en 17% was voorstander van het volledig stopzetten van economische groei (“degrowth”).

## Bekende denkers op dit gebied
- Serge Latouche, Frans emeritus hoogleraar aan de Universiteit Parijs-Zuid
- Tim Jackson, hoogleraar in Sustainable Development and Director of the Research group on Lifestyles, Values and Environment aan de Universiteit van Surrey
- Nicholas Georgescu-Roegen